# Aéroports de Montréal
Pour les articles homonymes, voir Aéroport de Montréal et ADM.
ADM Aéroports de Montréal (ADM) est une société à but non lucratif et sans capital-actions, responsable de la gestion, de l'exploitation et du développement de l'aéroport international Pierre-Elliott-Trudeau de Montréal (autrefois Aéroport international de Montréal-Dorval) et de l'aéroport international Montréal-Mirabel en vertu d'un bail d'une durée de 60 ans conclu avec Transports Canada en 1992. ADM a son siège dans la Place Leigh-Capreol à Dorval.
En 2006, Montréal-Trudeau s'est classé au 3e rang des aéroports au Canada et au 36e rang en Amérique du Nord pour le nombre de passagers transportés.
Le Président-Directeur-Général actuel est Yves Beauchamp depuis le 5 septembre 2023.

## Historique
En 1927, l'aéroport de Saint-Hubert devient le premier aéroport de la région montréalaise, et le deuxième au Canada. Il sera détrôné par Dorval en 1944, la RAF cherchant un endroit pour construire ses bombardiers à long rayon d'action. Puis, en 1950, l'aéroport de Montreal devient public et le premier vol passager a lieu. En 1960, on constate que l'aéroport de Dorval serait saturé dans les prochaines années, selon une étude aéronautique de l'évolution du trafic aérien dans la région montréalaise : le projet Mirabel est né. Il s'agit du plus gros aéroport au monde, pouvant accueillir plus de 70 millions de passagers l'an. Le projet consistait en la construction de six pistes, de six terminaux, de l'autoroute 13, de l'autoroute 50 et d'un train rapide devant relier le centre-ville de Montréal à Mirabel. En 1977, l'aéroport de Mirabel est inauguré et est plus modeste : deux pistes et un terminal de type « transbordeur ». Les premiers avions à opérer à CYMX sont un 747-200 de Air Canada et un Concorde de présérie. Le dernier est un Airbus de Air Transat, en 2004.

### Investissements à l'aéroport Montréal-Trudeau
Entre 2000 et 2009, près d'un milliard et demi de dollars sont dépensés à l'aéroport Montréal-Trudeau.
Un nouvel hôtel, le Marriott, construit et financé par la société Adamax, a ouvert en septembre 2009. Les deux derniers étages de l'hôtel accueillent les bureaux administratifs de la société Aéroports de Montréal, qui y a déménagé son siège social du centre-ville à la fin mars 2009. Les coûts sont estimés à environ 120 M $ (dont $ 60 millions pour l'hôtel).
Le 16 février 2009, Christian Paradis, ministre des Travaux publics et des Services gouvernementaux et ministre responsable du Québec, la ministre des Transports du Québec, Mme Julie Boulet, M. André Lavallée, vice-président du comité exécutif et responsable du plan de transport de la Ville de Montréal, M. James C. Cherry, président-directeur général d'Aéroports de Montréal et M. Edgar Rouleau, maire de Dorval, ont annoncé un investissement de 224 millions de dollars pour la réalisation du projet de réaménagement de l'échangeur Dorval, comprenant le rond-point Dorval et l'échangeur des autoroutes 20 et 520. Les travaux devraient se terminer en 2013.

### Identité visuelle (logotypes)

Logo d'Aéroports de Montréal jusqu'en 2010.
Logo d'Aéroports de Montréal de 2010 à 2019.
Logo d'Aéroports de Montréal depuis 2019.

## Achalandage aux aéroports de Montréal
| Année | Montréal-Trudeau | Montréal-Trudeau | Montréal-Mirabel | Montréal-Mirabel | Total      | Total |
| Année | Passagers        | ±%               | Passagers        | ±%               | Passagers  | ±%    |
| ----- | ---------------- | ---------------- | ---------------- | ---------------- | ---------- | ----- |
| 1993  | 5 592 960        | NC               | 2 259 007        | NC               | 7 851 967  | NC    |
| 1994  | 5 569 102        | 0,4              | 2 303 797        | 2,0              | 7 872 899  | 0     |
| 1995  | 5 728 508        | 2,9              | 2 375 956        | 3,1              | 8 104 464  | 2,9   |
| 1996  | 6 142 204        | 7,2              | 2 391 594        | 0,7              | 8 533 798  | 5,3   |
| 1997  | 6 586 705        | 7,2              | 2 103 860        | −12,0            | 8 690 565  | 1,8   |
| 1998  | 7 858 010        | 19,3             | 1 157 171        | −45,0            | 9 015 181  | 3,7   |
| 1999  | 8 201 506        | 4,2              | 1 245 894        | 7,8              | 9 447 400  | 4,8   |
| 2000  | 8 469 639        | 3,3              | 1 276 227        | 2,4              | 9 745 866  | 3,2   |
| 2001  | 8 079 928        | −4,6             | 1 415 128        | 10,9             | 9 495 056  | −2,6  |
| 2002  | 7 589 708        | −6,1             | 982 511          | −30,6            | 8 806 990  | −7,2  |
| 2003  | 7 752 372        | 2,1              | 973 953          | −0,9             | 8 726 325  | 1,5   |
| 2004  | 9 369 584        | 20,9             | 921 926          | −5,3             | 10 291 510 | 18,0  |
| 2005  | 10 813 781       | 15,4             |                  |                  | 10 813 781 | 5,1   |
| 2006  | 11 370 054       | 5,1              | 11 370 054       | 5,1              |            |       |
| 2007  | 12 817 969       | 12,0             | 12 817 969       | 12,0             |            |       |
| 2008  | 12 813 320       | -0,03            | 12 813 320       | -0,03            |            |       |
| 2009  | 12 224 534       | -4,6             | 12 224 534       | -4,6             |            |       |
| 2010  | 12 971 339       | 6,1              | 12 971 339       | 6,1              |            |       |
| 2011  | 13 668 829       | 5,4              | 13 668 829       | 5,4              |            |       |
| 2012  | 13 809 820       | 1,0              | 13 809 820       | 1,0              |            |       |
| 2013  | 14 095 272       | 2,1              | 14 095 272       | 2,1              |            |       |
| 2014  | 14 840 067       | 5,3              | 14 840 067       | 5,3              |            |       |
| 2015  | 15 517 382       | 4,6              | 15 517 382       | 4,6              |            |       |
| 2016  | 16 589 067       | 6,9              | 16 589 067       | 6,9              |            |       |
| 2017  | 18 165 153       | 9,5              | 18 165 153       | 9,5              |            |       |
| 2018  | 19 428 143       | 7,0              | 19 428 143       | 7,0              |            |       |
| 2019  | 20 305 106       | 4,5              | 20 305 106       | 4,5              |            |       |
| 2020  | 5 437 210        | -73,2            | 5 437 210        | -73,2            |            |       |
| 2021  | 5 201 751        | -4,3             | 5 201 751        | -4,3             |            |       |
| 2022  | 15 973 242       | 207,1            | 15 973 242       | 207,1            |            |       |

Source : Aéroports de Montréal